# Galopp (lóverseny)

Galopp, a lebegés után a talajfogás sorrendje: külső hátsó láb, belső hátsó láb, külső elülső, belső elülső láb

Kenter vagy vadászvágta, a külső hátsó láb dolgozik egyedül, ez fog először talajt, a belső hátsó és az ellentétes külső elülső láb egyszerre ér talajt, a belső elülső láb felett repül előre a test, s ez nyúlik messze előre és az éri utoljára a talajt

A galopp vagyis a vágta a ló leggyorsabb haladási módja. A lovak, ha fokozzák sebességüket vágtázni kezdenek. A ló szervezetét, izomzatát, ízületeit, lábait ez a mozgás veszi a legjobban igénybe. A vágta sebessége szerint kétféle változata van, a kenter és galopp (versenyvágta) mozgás. Ez a cikk a galopp kialakulásával, történetével foglalkozik.

## A galopp technikája
A ló leggyorsabb haladási módja, háromütemű ugrások sorozataiból álló jármód. A törzs előrevitelét az egyik hátulsó végtag végzi, a törzsre ható tolóerő az impulzust adó hátsó végtag felől, az átlós helyezkedésű elülső végtag felé hat. A vágtázó ló testének hossztengelye nem a haladás irányában, hanem az átlós végtagokat összekötő egyenes irányában van.

### Munkavágta
A vágtaugrások ütemesek, a térnyerés vágtaugrásonként kb. egy lóhossz. Az iram kb. 225–250 m/perc, mely igényli a ló képzett egyensúlyát. A tanuló lovasok ezt a vágtát alkalmazzák először.

### Középvágta
A ló, az ütem megtartása mellett, 350-375 métert tesz meg percenként, hosszabb vágtaugrásokkal. Tereplovaglások alkalmával általában ezt az iramot lovagolják.

### A nyújtott vágta
A kiképzés előrehaladottabb fokán lévő lovakkal lovagolható legnagyobb térnyerési mód, melyet a díjlovagló feladatok végrehajtása során alkalmaznak.

### A rövid vágta
Összeszedett vágtának is nevezik, rövidebb, magasabb vágta ugrások jellemzik. Valamennyi jármód irama közül ez az egyetlen, amelyet egyenes vonalon is kisfokú belső állításban lovagolnak. Erre azért van szükség, hogy a csekély térnyerés mellett fenntartható legyen az ütemesség és a lendületesség, a vágta ne váljon négy üteművé.

## Története

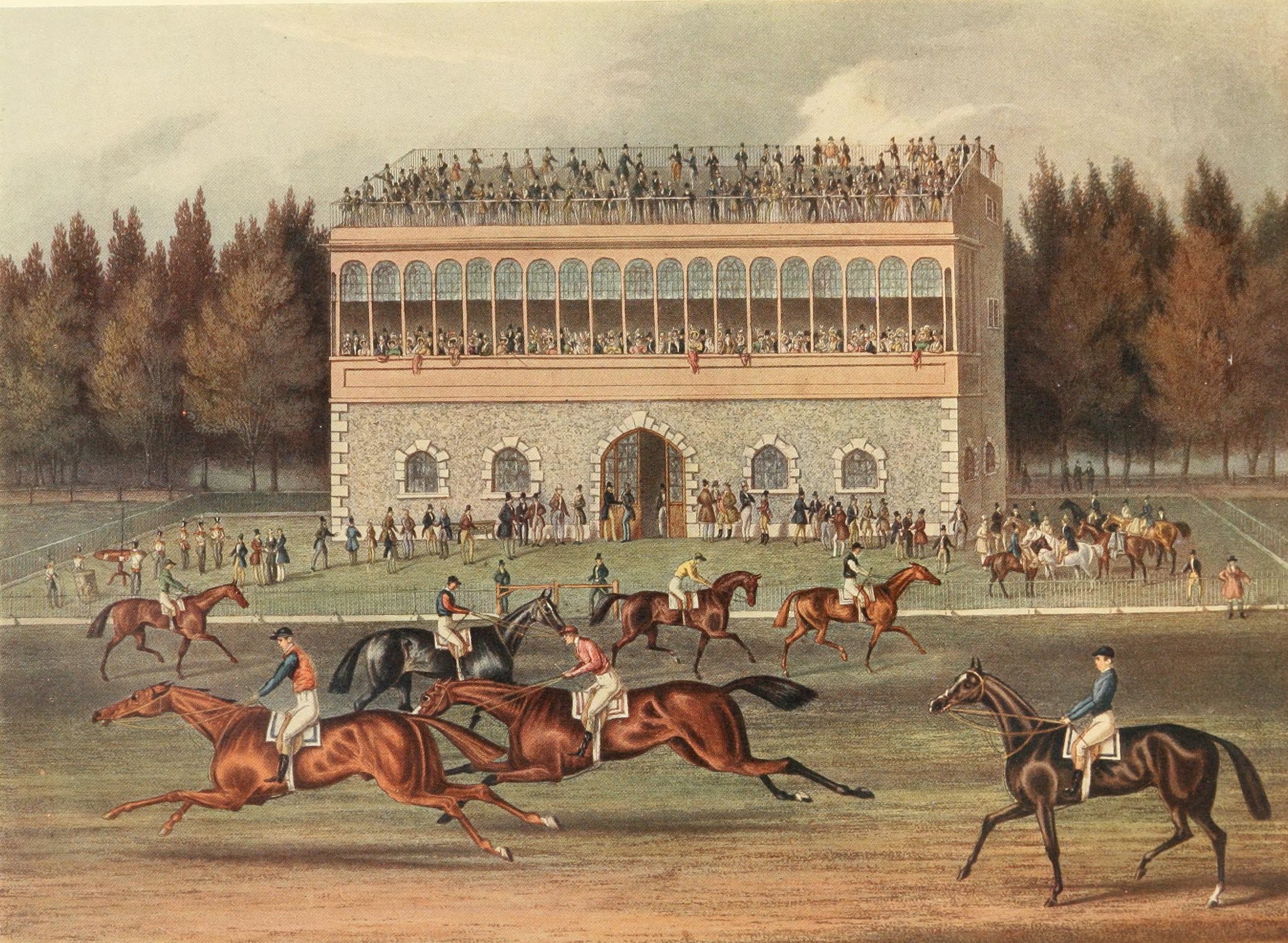
Galoppverseny startja Goodwoodban a 19. században

A galoppversenyeken a lovak vágtában futnak a cél felé, nyergükben a zsoké irányításával. Ezeken a versenyeken leginkább angol telivérek futnak, amely kimondottan versenyre kitenyésztett lófajta: 900-3200 méter közötti távon a telivérek nem találnak legyőzőre. Megkülönböztetünk sík és ugró versenyeket, az utóbbinál gátak illetve akadályok nehezítik a célba jutást. Néhány kiemelkedő hazai verseny: Nemzeti Díj, Magyar Derby (a 2004. évi a 82. Magyar Derby lesz), Kincsem Díj, Szent László Díj.

## Galopp lófajták
Híres galopp lófajták az angol telivérek és az arab telivérek, Shagya arab, Kisbéri félvér, Anglo arab (angol és arab telivér keresztezése).
Mindegyik fajtának külön versenyeket rendeznek, túlnyomó többségben viszont angol telivéreket indítanak galoppversenyeken.

## Híres galopplovak
- Man O'War
- Kincsem
- Imperiál
- Overdose
- Secretariat
- Seabiscuit
- Barbaro